# Gel filtração
Método cromatográfico que consiste na separação de biomoléculas de acordo com seu tamanho e forma. A coluna contém um polímero com ligações cruzadas com poros de tamanho definido. Moléculas maiores migram mais rapidamente que as menores porque não conseguem penetrar no interior dos poros da resina, eluindo diretamente da coluna. As moléculas menores, por entrarem pelos poros da coluna, e levarem mais tempo percorrendo os "labirinto" . Uma  das  características  da  cromatografia  de exclusão  molecular,  denominada  também como  filtração em gel, é que as moléculas que apresentam maior volume hidrodinâmico  são  eluídas  primeiramente  quando comparadas com  as de menor  volume. Moléculas  que podem  ser purificadas  pela  cromatografia  são  proteínas, glicoproteínas, ácidos nucléicos e polissacarídeos.